# Feliniopsis discisignata
Feliniopsis discisignata is een vlinder uit de familie van de uilen (Noctuidae). De wetenschappelijke naam van de soort is voor het eerst geldig gepubliceerd in 1920 door Wileman & South.